# Провулок Володимира Сосюри (Житомир)
Прову́лок Володимира Сосюри  — провулок у Богунському районі Житомира. Названий на честь українського письменника та поета, вояка 3-го Гайдамацького полку Армії УНР Володимира Сосюри.

## Розташування
Розташований на Мальованці, на теренах Закам'янки.

## Історія
Провулок виник у 1930-х роках. У 1915 році за місцем розташування провулка розташовувався проїзд що з'єднував вулиці Ровенську та Радзивілівську, у передмісті Закам'янка, а наприкінці ХІХ століття з'єднував Другу Мельничну з Павликівським кладовищем.
Забудова провулка формувалася протягом 1930 — 1950-х років. Станом на 1968 рік провулок та його забудова сформовані.
До 19 лютого 2016 року називався 1-й Піонерський провулок. Відповідно до розпорядження Житомирського міського голови від 19 лютого 2016 року № 112 «Про перейменування топонімічних об'єктів та демонтаж пам'ятних знаків у м. Житомирі», перейменований на провулок Володимира Сосюри.